# بولا بوندی
بولا بوندی (انگلیسی: Beulah Bondi؛ ۳ مهٔ ۱۸۸۹ – ۱۱ ژانویهٔ ۱۹۸۱ (۹۱ سال)) هنرپیشه اهل ایالات متحده آمریکا بود. وی بین سال‌های ۱۸۹۵ تا ۱۹۷۶ میلادی فعالیت می‌کرد.
از فیلم‌هایی که وی در آن نقش داشته است، می‌توان به چه زندگی شگفت‌انگیزی، سرناد پنی، آقای اسمیت به واشنگتن می‌رود، یک پا در بهشت و عصر وحشت اشاره کرد.